# Sidi Boumoussa
Sidi Boumoussa  (in arabo سيدي بوموسى‎?) è un centro abitato e comune rurale del Marocco situato nella provincia di Taroudant, regione di Souss-Massa. Conta una popolazione di 16 894 abitanti (censimento 2014).